# Red Bull Flugtag
Red Bull Flugtag (nem. dan letenja) je događaj koji organizuje kompanija  Red bull u kome učesnici lete na ručno napravljenim, težinski i veličinski ograničenim mašinama za letenje, koje pokreće ljudska energija (10m/150kg). Leteće mašine u većini slučajeva se lansiraju sa uzletišta na visini od oko 9 metara ka vodenoj površini. Motiv većine učesnika je zabava, i nije toliko čest slučaj da mašine uspeju da uzlete.

## Istorijat
Ovaj format takmičenja vuče poreklo iz engleskog primorskog grada Selsija, gde je prvi put održan 1971. godine pod imenom "Birdman Reli". Takmičenje Red Bull Flugtag prvi put je održano 1992. godine u  Beču, Austrija. Zabeležilo je toliki uspeh, da se od tada održava svake godine u 35 gradova širom sveta. Svako može da učestvuje na ovim događajima. Da bi dobio prvao učešća, svaki tim mora da priloži prijavu koja će ispuniti kriterijume Red Bulla. Kriterijumi variraju u zavisnosti od lokacije. U Sjedninjenim Američkim Državama svaka mašina mora da ima raspon krila ne veći od 9.14 metara, i težinu od 204 kilograma. U Australiji je raspon krila ograničen na 8 metara a težina na 180 kilograma. Letelicu pokreće snaga, gravitacija i imaginacija. S obzirom da se let završava u vodi, letelica mora biti napravljena od materijala koji su prilagodljivi na prirodno okruženje, kako ne bi došlo do potonuća.
Timovi koji učestvuju podeljeni su u tri kategorije: daljina, kreativnost i egzibicija. Rekord takmičenja drži američka ekipa " The Chicken whisperers" koja je 2013. na takmičenju u Kaliforniji dostigla daljinu od 78,6 metara, pred više od 110.000 gledalaca.
Najposećeniji događaj održan je 2012. u Kejptaunu, Južna Afrika, kada je Flugtagu prisustvovalo 220.000 ljudi.

## Video igrice
2009. godine na igračkoj konzoli "Plejstejšn" pojavila se igrica pod nazivom "Red Bull Spejs".

## Spoljašnje veze
- Roundhay Park Leeds UK Архивирано на веб-сајту  (14. март 2012)
- LONDON PIXELS London Flugtag 2008 Photo set Архивирано на веб-сајту  (16. фебруар 2012)